# Усть-Уролка
Усть-Уролка — деревня в Чердынском районе Пермского края. Входит в состав Усть-Урольского сельского поселения.

## Географическое положение
Расположена на правом берегу реки Уролка, примерно в 7 км к юго-востоку от центра поселения, посёлка Курган, к юго-западу от районного центра, города Чердынь.

## Население
| 2010 |
| ---- |
| 111  |

## Улицы[2]
- Мира ул.
- Молодёжная ул.
- Полевая ул.
- Приречная ул.
- Советская ул.
- Центральная ул.

## Топографические карты
- Лист карты P-40-137,138 Курган. Масштаб: 1 : 100 000. Состояние местности на 1982 год. Издание 1988 г.